# Corbeanca
Corbeanca község és falu Ilfov megyében, Munténiában, Romániában. A hozzá tartozó települések: Ostratu, Petrești valamint Tamași.

## Fekvése
A megye északnyugati részén található, a megyeszékhelytől, Bukaresttől, huszonöt kilométerre északra, a Cociovaliștea folyó partján.

## Története
A 19. század végén a község Ilfov megye Snagov járásához tartozott és Corbeanca, Mechioaia, Ostratu, Oracu, Tamași valamint Sărindeanca falvakból állt, összesen 1114 lakossal. A község tulajdonában volt egy iskola és három templom.
1925-ös évkönyv szerint a község ekkor Ilfov megye Buftea-Bucoveni járásához tartozott, a községet alkotó falvak: Corbeanca, Mecheaua, Ostratu, Oracu, Cornești és Tamași voltak, lakossága összesen 1288 fő volt.
1950-ben közigazgatási átszervezés alapján, a Căciulați rajonhoz került, majd 1960-ban a Bukaresti régió Buftea rajonjához csatolták.
1968-ban ismét megyerendszert vezettek be az országban, a község az újból létrehozott Ilfov megye része lett. 1981-től a község az Ilfovi Mezőgazdasági Szektor része lett, ekkor egyesítették Oracu falut Ostratu-val, Mechioaia-t (Mecheaua) pedig Corbeanca faluval. Ugyancsak ekkor csatolták Corbeanca községhez Petrești (korábbi nevén Popești-Petrești) falut is, mely ezt megelőzően Balotești község része volt. 1998-ban az ismét létrehozott Ilfov megye része lett.

## Lakossága
| Nemzetiségek        | 2002 | 2002   |
| ------------------- | ---- | ------ |
| Románok             | 3650 | 98,17% |
| Romák               | 58   | 1,55%  |
| Magyarok            | 3    | 0,08%  |
| Németek             | 1    | 0,02%  |
| Zsidók              | 1    | 0,02%  |
| Egyéb nemzetiségűek | 5    | 0,13%  |
| Összesen            | 3718 | 100,0% |